# Скотт Гарленд (хокеїст)
Скотт Гарленд (англ. Scott Garland, 16 травня 1952, Реджайна — 9 червня 1979, Монреаль) — канадський хокеїст, що грав на позиції центрального нападника.

## Ігрова кар'єра
Професійну хокейну кар'єру розпочав 1972 року.
Протягом професійної клубної ігрової кар'єри, що тривала 8 років, захищав кольори команд «Торонто Мейпл-Ліфс» та «Лос-Анджелес Кінгс».
Загалом провів 98 матчів у НХЛ, включаючи 7 ігор плей-оф Кубка Стенлі.

## Смерть
Помер 9 червня 1979 року від отриманих в автомобільній аварії травм. В автомобілі, в якому він їхав, під час руху пробилася шина й автомобіль в'їхав в стіну.